# Ospedale di Sansepolcro
L'ospedale di Sansepolcro è situato in viale Amintore Fanfani a Sansepolcro.

## Storia
Nato nel 1833 dall'unificazione degli antichi ospedali della città, l'ospedale di Sansepolcro ha inizialmente avuto sede nell'antico ospedale di Santa Maria della Misericordia, in via della Misericordia, nel quartiere di San Niccolò. La prima denominazione dell'ospedale fu "Spedali Riuniti di Santa Maria della Misericordia". Nel 1942 l'architetto Luigi Vagnetti viene incaricato di redigere il progetto per una nuova sede, progettata insieme ad Annibale Vitellozzi.
Nel 1944 nell'ospedale furono messi in salvo alcuni ebrei perseguitati per motivi razziali, tra cui il critico letterario Attilio Momigliano, che con la consorte fu ospitato in una stanza fuori dalla quale venne apposto un cartello che segnalava la presenza di malati infetti e contagiosi, per evitare controlli. Grazie alla sensibilità del direttore,  Raffaello Alessandri, nella drammatica estate del 1944 le porte dell'ospedale sono aperte a chiunque e la struttura è in grado di assicurare un'assistenza di base. Personale medico, paramedico e suore riescono a sottrarre ai nazisti il prezioso materiale sanitario e le medicine, ma soprattutto riescono a salvare dalla deportazione molti giovani, ebrei e alleati sbandati.
Nel corso degli anni '60 del XX secolo comincia a maturare la necessità di realizzare una nuova sede per l'ospedale, in una località più salubre alle pendici delle colline a sud-est della città. Il nuovo complesso è realizzato su disegno dell'architetto Giovanni Cecconi e dell'ingegnere Giustino Romolini ed entra in funzione nel 1976, aggregando anche gli ospedali di Anghiari e di Pieve Santo Stefano. In questo modo l'ospedale di Sansepolcro è stato precursore della strategia che ha portato nel tempo a realizzare ospedali di zona, chiudendo quelli dei piccoli centri (in questo caso ad Anghiari e Pieve Santo Stefano).
Inizialmente l'ospedale conta 140 posti letto, progressivamente ridotti a 77 a seguito dei mutati criteri terapeutici e della ristrutturazione dell'organizzazione sanitaria a livello nazionale e regionale. In tale contesto, l'ospedale di Sansepolcro ha visto ridurre i posti letto e ha subito la soppressione (2006) dell'importante punto nascita, che attirava utenti anche da fuori regione, ma nel complesso i servizi offerti alla popolazione sono aumentati e si sono specializzati.
Con il trasferimento nella nuova sede, l'antica sede dell'ospedale in Via della Misericordia rimane pressoché abbandonata per anni, nonostante la sua posizione centrale e la monumentalità dell'antica chiesa. Dopo un accurato restauro, nel 2008 vi hanno trovato sede in una parte il dipartimento di igiene mentale e la casa famiglia per ex degenti dell'ospedale psichiatrico. Nel 2009 è stato presentato al Comune di Sansepolcro un progetto di ristrutturazione della parte ancora abbandonata dell'edificio dalla Associazione Laboratori Permanenti, con la richiesta di variazione d'uso sul progetto iniziale, proponendo di realizzare uno spazio teatrale. Il progetto, approvato dalla Giunta Comunale, ha preso il via ed è stato terminato nel 2013, divenendo così gli spazi la sede della Scuola Comunale di Teatro e, tramite bando comunale, delle Associazioni Laboratori Permanenti e CapoTrave/Kilowatt, quest'ultima organizzatrice del celebre Kilowatt Festival.
Successivamente all'inaugurazione, l'ospedale è stato potenziato con l'apertura di un reparto di ostetricia e ginecologia e di un punto nascite nel 1978 e in seguito anche di reparti di cardiologia, ortopedia, dialisi (1980) e oculistica. Dal 1994 è stato attivato un punto di emergenza-emergenza 118 con ambulanze con medico a bordo. Nel 1995, con la riforma della sanità in Toscana è entrato a far parte dell'Azienda USL 8. Nel 2006, a motivo di un'ulteriore programma di riorganizzazione sanitaria regionale, è stato chiuso il punto nascita; per contro, sono stati potenziati le attività ambulatoriali, il pronto soccorso e l'Ospedale di Comunità (per lungodegenti), riammodernato e ampliato nel 2007. Nel 2008 è stato inaugurato il centro oncologico. Nel 2011 è stato inaugurato il rinnovato reparto di emodialisi è stato completamente rinnovato e potenziato, giungendo a una dotazione di 15 posti letto, di cui due per malati infettivi. In tal modo il reparto si pone a servizio anche della confinante Alta Valle del Tevere umbra, ponendo le basi per giungere alla creazione di un sistema sanitario interregionale integrato in grado di rispondere al meglio dei circa 120.000 abitanti dei due comprensori altotiberini. Nel 2013 è stato inaugurato il nuovo reparto Day surgery, che conta otto posti letto con camere a due posti, bagno in camera, sistema di videosorveglianza e sistema di comunicazione e chiamata dalle camere alla stanza infermieri; un ambulatorio ortopedico, un ambulatorio anestesista, una sala gessi, due sale endoscopiche, relative sale di attesa. Il 13 dicembre 2013 sono stati inaugurati i lavori di ristrutturazione del reparto chirurgia, a completamento dell'opera di ammodernamento avviata nel 2009. Nel 2020 hanno avuto termine i lavori di miglioramento e potenziamento del reparto di medicina generale.
Attualmente è l'unica struttura ospedaliera dell'Alta Valle del Tevere toscana e si rivolge a un bacino di utenza di 31.500 residenti nel territorio, più altri 80.000 circa residenti nelle vicine Umbria, Marche ed Emilia-Romagna. Insieme agli ospedali di Bibbiena e di Cortona costituisce uno dei tre stabilimenti ospedalieri del presidio ospedaliero numero 3 dell'Azienda sanitaria locale della provincia di Arezzo. Nel 2009 l'Ospedale di Sansepolcro è stato interamente cablato ed è stato riammodernato il pronto soccorso, che nel 2015 ha ottenuto il maggior punteggio nella graduatoria di Management e Sanità tra gli ospedali della Toscana. Successivamente hanno avuto inizio i lavori di ammodernamento delle sale operatorie, al punto che l'ospedale è stato definito dal presidente dell'UNCEM, Oreste Giurlani, "un ospedale che sta diventando un modello, efficiente ed accreditato e che da' risposte ai cittadini, un fiore all'occhiello non solo dell'intera valle ma dell'intera regione". Nel giugno 2014 l'ospedale di Sansepolcro è stato denominato "ospedale della Valtiberina". Nel 2014, inoltre, l'ospedale ha conseguito un significativo primato europeo, dal momento che vi è stato collocato il sistema RIO, una piattaforma robotica ad alta tecnologia per la chirurgia protesica in ortopedia (primo servizio di tal genere in un'azione pubblica in Europa).
Nel 2024 è stato avviato un progetto di potenziamento dell'impianto antincendio.
Il 1º febbraio 2025 è entrata in uso la nuova denominazione del viale di accesso all'ospedale, intitolato al nome di Amintore Fanfani, storico dell'economia e statista che si impegnò a favore della costruzione della nuova sede del nosocomio.
Dal 1919 al 1976 hanno prestato servizio nell'ospedale le suore di carità delle Sante Bartolomea Capitanio e Vincenza Gerosa, dette anche suore di Maria Bambina, chiamate in città dal vescovo Pompeo Ghezzi, a lungo presidente del consiglio di amministrazione dell'ospedale. Tra le tante suore alternatesi nel servizio ospedaliero si ricordano quelle che nel 1944 si adoperarono per l'accoglienza di feriti, sbandati e perseguitati per motivi politici o razziali: suor Pia Albani, suor Antonietta Caffi, suor Angela Caldirola, suor Massima Corbaccio, suor Pasqua Gasparri, suor Vittoria.

## Servizi
Presso l'ospedale vengono erogate prestazioni con ricovero urgente, con ricovero ordinario programmato, con ricovero ordinario programmato a ciclo diurno (day-hospital) e con ospedalizzazione domiciliare.
Sono attivi i seguenti servizi:
- Analisi chimico cliniche.
- Anestesia e Rianimazione.
- Assistenza infermieristica di Presidio.
- Cardiologia e HDU.
- Chirurgia Generale e Day surgery[18].
- Diagnostica di laboratorio.
- Diagnostica per immagini.
- Ecografia diagnostica.
- Medicina e chirurgia d'accettazione e d'urgenza.
- Medicina interna.
- Medicina sportiva (ambulatorio).
- Medicina trasfusionale[19].
- Nefrologia e dialisi.
- Nucleo oncologico (coordinamento).
- Ortopedia e traumatologia.
- P.O. blocco operatorio.
- P.O. ostetricia professionale.
- Pronto soccorso.
- Radiologia di stabilimento.
- Servizio necrologico.

All'interno dell'ospedale, in un'apposita ala, ha sede l'ospedale di comunità, i cui posti letto sono stati aumentati a 12 nel 2006. L'ospedale di comunità si accoglie malati che richiedono cure maggiori di quelle che si possono prestare a domicilio; la struttura offre assistenza infermieristica continua, mentre la gestione medica è delegata al medico di medicina generale. La collocazione presso la struttura ospedaliera garantisce percorsi facilitati per eventuali accertamenti diagnostici o per ricoveri.

## Architettura
L'edificio è sviluppato secondo la concezione tipica del tempo in cui è stato progettato, e cioè con camerate da sei letti, in sostituzione del precedente modello a corsia, più alcune camere a uno o due letti. Il complesso si presenta come una grande "stecca" con tetto a terrazza rivolta verso valle, dalla quale si stacca un corpo perpendicolare che si sviluppa sulla propaggine collinare. Dopo circa venti anni dall'inaugurazione le camerate a sei letti sono state ristrutturate a quattro. Successivamente, a cominciare dal 2010 circa, i reparti del pronto soccorso, della nefrologia e della chirurgia sono stati completamente riorganizzati nella spazialità interna, con un standard più confortevole basato su camere a due letti e servizi interni.
In posizione pedecollinare il complesso architettonico si sviluppa su quattro livelli, sfruttando la pendenza del terreno, ed è circondato da parcheggi e giardini. La facciata principale, che si apre verso Viale Galileo Galilei, è in pietra e cemento ed è scandita dall'alternarsi delle finestre e dei balconi e dalla presenza della rampa di accesso meccanizzato al pronto soccorso. L'ingresso, preceduto da un piccolo loggiato, si trova sul fianco sinistro. Il blocco operatorio si trova al terzo livello ed è dotato di tre sale operatorie, di cui una ortopedica.
La linea architettonica richiama, ovviamente più in piccolo, quella del Policlinico Agostino Gemelli di Roma, inaugurato nel 1964.